# Física aplicada

Imatge obtinguda per ressonància magnètica.

 Física aplicada  és un terme genèric que indica la part de la física que s'interessa particularment per l'ús de tecnologies. «Aplicada» es distingeix de «pura» mitjançant una subtil combinació de factors com la motivació d'investigació, i la relació entre tecnologia i ciència que influencia aquest treball. Usualment difereix de l'enginyeria en què la física aplicada no es interessa en el progrés d'alguna cosa en particular, però apunta a utilitzar la física o la conducta investigadora física per al desenvolupament de noves tecnologies o per resoldre un problema de l'enginyeria, aquest mètode és similar a l'utilitzat per la matemàtica aplicada. En altres paraules, física aplicada es basa en les lleis fonamentals i els conceptes bàsics de les ciències físiques però s'enfoca a utilitzar aquests principis científics a sistemes pràctics. Els físics aplicats també poden estar interessats en l'ús de la física per a investigacions científiques, per exemple, les persones que treballen en acceleradors de partícules busquen construir millors acceleradors per a la investigació de la física teòrica.

## Àrees de recerca

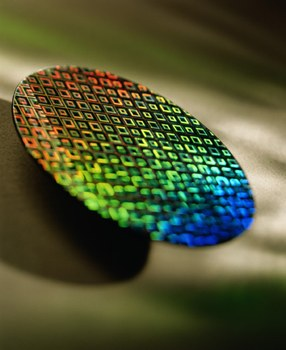
Placa de silici.

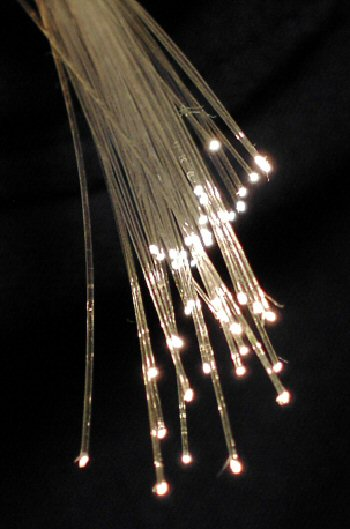
Fibra òptica utilitzada en diverses aplicacions.

| - Acústica - Agrofísica - Balística - Biofísica - Física aplicada a l'economia - Física computacional - Física de les comunicacions - Teoria de control - Biotecnologia - Dinàmica de fluids - Dinàmica de vehicles - Electrònica analògica - Electrònica quàntica - Electrònica digital - Energia solar fotovoltaica - Assaig no destructiu - Espintrònica - Fibra òptica - Física d'acceleradors | - Física de l'estat sòlid - Física del sòl - Física espacial - Física mèdica - Geofísica - Enginyeria física - Enginyeria nuclear - Física làser - Metrologia - Micro fluids - Microscopi de força atòmica i imatge - Òptica - Optoelectrònica - Física del plasma - Semiconductors i dispositius - Superconductors - Tecnologia nuclear |

## Institucions importants
- Departament de Física Aplicada, Califòrnia Institute of Technology
- Departament de Física Aplicada, Stanford University
- Departament de Física Aplicada i Matemàtica Aplicada, Columbia University
- Física Aplicada, Harvard
- Laboratori de Física Aplicada, Bengal Engineering and Science University, Shibpur Arxivat 2009-10-02 a Wayback Machine.
- Laboratori de Física Aplicada, Johns Hopkins University
- Departament de Física Aplicada, Universitat de Calcuta Arxivat 2012-02-07 a Wayback Machine.
- Institut de Física Aplicada, Universitat de Münster, Alemanya
- d'Enginyeria Física i Física Aplicada, Cornell University
- de Física, Física Aplicada & Astronomia, Rensselaer Polytechnic Institute[Enllaç no actiu]
- de Física, Universitat de South Florida[Enllaç no actiu]
- Institut per a la recerca de l'electrònica i la Física Aplicada, Universitat de Maryland
- Departament de Física Aplicada, Universitat de Michigan
- Departament de Física Aplicada, Universitat de Karachi, Pakistan
- Departament de Física, Aplicada i Enginyeria Física, Kettering University Arxivat 2009-02-09 a Wayback Machine.
- Departament d'Enginyeria Física, Faculty of Industrial Technology, Institut Teknologi Bandung, Indonèsia
- Departament de Física Aplicada, Hebrew University of Jerusalem, Israel
- Departament de Física Aplicada, Electrònica i Enginyeria en Comunicacions, Universitat de Dhaka, Bangladesh Arxivat 2008-12-19 a Wayback Machine.
- Departament de Física Aplicada, Universitat de engineering and technology, Lahore, Pakistan Arxivat 2011-11-05 a Wayback Machine.